# Vodice (gmina Dobrepolje)
Vodice – wieś w Słowenii, w gminie Dobrepolje. W 2018 roku liczyła 23 mieszkańców.